# Кларк, Уильям (путешественник)
Уи́льям Кла́рк (англ. William Clark; 1 августа 1770[…], Каролайн, Виргиния — 1 сентября 1838[…], Сент-Луис, Миссури) — американский исследователь, один из организаторов экспедиции Льюиса и Кларка, впоследствии второй и последний губернатор территории Миссури. С 1822 года до смерти занимал должность суперинтенданта по делам индейцев.

## Биография

### Ранняя карьера
Уильям Кларк родился в округе Каролайн, в английской колонии Виргиния. Он был девятый из десяти детей Джона и Энн Роджерс Кларк. Джон и Энн были уроженцами виргинского округа Кинг-энд-Куин, потомками англичан и шотландцев. Семья Кларк принадлежала к Англиканской церкви, владела несколькими поместьями и рабами. Старший брат Уильяма — Джордж Роджерс Кларк — стал героем Войны за независимость США. Поскольку священнослужители Англиканской церкви обязывались присягать на верность британскому монарху, после Войны за независимость англиканские приходы в США разорвали связь с Церковью Англии, а присяга на верность британскому монарху была объявлена государственной изменой. Новая церковь получила название Епископальной.
Уильям Кларк не получил никакого формального образования, но, как это было тогда принято, обучался дома. После Войны за независимость вся семья вместе с рабами, вслед за двумя старшими сыновьями, переехала в Кентукки, в тот момент ещё не ставший штатом США. Уильям Кларк прибыл в Кентукки в марте 1785 года, двигаясь сначала сухим путём, затем на корабле по реке Огайо. Семья поселилась на плантации около Луисвилла, где Кларк прожил до 1803 года.
После окончания Войны за независимость Кентукки был задействован в войне с индейцами к северу от реки Огайо. В 1789 году Кларк записался в добровольную милицию под началом майора Джона Хардина. Предполагалось, что отряд Хардина нападёт на индейцев веа, живших на реке Уобаш, однако по ошибке они напали на лагерь мирных индейцев шауни и убили несколько человек, включая женщин и детей.
В 1790 году губернатор Северо-Западной территории назначил Кларка капитаном милиции Кларксвилла (ныне штат Огайо, город назван в честь брата Кларка). Чем Кларк в точности занимался на этом посту, неизвестно, но предположительно он много путешествовал по Среднему Западу и на юг до Нового Орлеана. С 1791 года он служил в Легионе Соединённых Штатов, в частности, отличился в 1794 году в Битве у поваленных деревьев, возглавив отряд, зашедший в тыл канадской и индейской армии. 1 июля 1796 года он вышел в отставку.

### Экспедиция Льюиса и Кларка

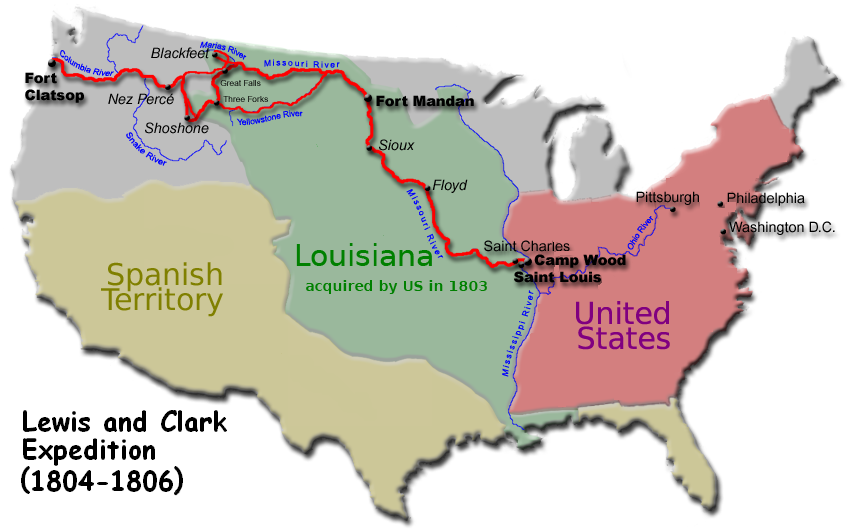
Путь экспедиции Льюиса и Кларка

В 1804—1806 годах Кларк вместе с Мэриуэзером Льюисом возглавил первую в истории экспедицию, вышедшую по земле к Тихому океану. Целью экспедиции было исследование Луизианы, приобретённой у Франции в 1803 году, установление торговых отношений с коренным североамериканским населением на реке Миссури, а далее — заявление прав на владение США северо-западными территориями и Орегонскими землями до того, как это сделали бы европейские державы. Организатором экспедиции президент США Томас Джефферсон назначил своего личного секретаря Льюиса, а Льюис назначил Кларка соорганизатором. Формально Кларк подчинялся Льюису, но реально выполнял независимую функцию одного из организаторов экспедиции, отвечавшим за составление карт, пополнение запасов экспедиции и охоту. Экспедиция эта сейчас известна как Экспедиция Льюиса и Кларка.
Льюис и Кларк встретились в Сент-Чарльзе (ныне — штат Миссури), и экспедиция проследовала вверх вдоль реки Миссури, затем пересекли Скалистые горы и сплавились в бассейне реки Колумбия к океану, после чего вернулись обратно, достигнув Сент-Луиса 23 сентября 1806 года. Полный отчёт об экспедиции был опубликован в 1814 году. Экспедиция имела огромное значение для понимания географии Северной Америки (до неё, например, было неизвестно о существовании Скалистых гор), для изучения природных ресурсов Северной Америки и для установления союзнических отношений с индейцами.

### Дальнейшая карьера
После возвращения в 1807 году Кларк был назначен президентом Джефферсоном бригадным генералом милиции Территории Луизиана. Кларк выполнял функцию представителя правительства Территории по отношениям с индейцами. Его бюро находилось в столице территории, Сент-Луисе. Кларк активно участвовал в Англо-американской войне 1812 года, действие которой разворачивалось в верхнем течении Миссисипи.
В 1813 году Кларк был назначен губернатором Территории Миссури, как после 1812 года называлась Территория Луизиана, и стал её вторым и последним губернатором. Его назначение было подтверждено в 1816 и 1820 годах. В 1821 году юго-восток территории вошёл в состав США как штат Миссури, и губернатором штата был избран Александр Макнейр. Кларк участвовал в выборах и проиграл. В 1822 году он был назначен Суперинтендантом по делам индейцев и занимал эту должность до своей смерти в 1838 году. Кларк умер и похоронен в Сент-Луисе.

## Семья

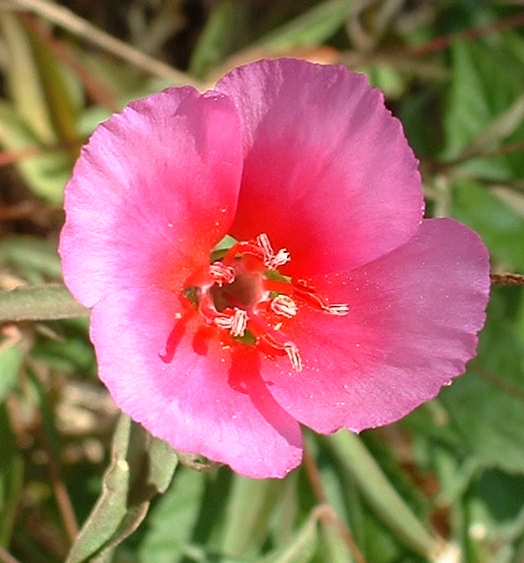
Clarkia amoena

Уильям Кларк женился на Джулии Хэнкок 5 января 1808 года в Вирджинии. От неё имел пятерых детей: Мериуэзер (назван в честь Льюиса, 1809—1881); Уильям Престон (1811—1840); Мэри Маргарет (1814—1821); Джордж Роджерс Хэнкок (1816—1858), Джон Джулиус (1818—1831). После смерти Джулии в 1820 году женился на её сестре, Хэрриет Кеннерли Рэдфорд, и имел от неё трёх детей: Джефферсон Кирни (1824—1900); Эдмунд (1826—1827); Хэрриет (умерла в детстве). Его вторая жена умерла в 1831 году.

## Увековечение памяти
В честь Кларка назван род Кларкия растений семейства кипрейных, а также три вида животных: форель Oncorhynchus clarki, американская кедровка (Nucifraga columbiana) и поганка Кларка (Aechmophorus clarkii). В пяти штатах есть округа, названные в его честь: Айдахо, Арканзас, Вашингтон, Миссури и Монтана (Льюис-энд-Кларк). В его честь названы реки Кларкс в западном Кентукки, Кларк-Форк в Айдахо и Монтане, а также Кларкс-Форк-Йеллоустоун в Монтане и Вайоминге.